# Аграфена Купальница
Аграфе́на Купа́льница — день в народном календаре восточных славян, приходящийся на 23 июня (6 июля). Название дня происходит от имени святой Агриппины Римской. В этот день шла активная подготовка к купальской ночи. С этого дня во многих местностях считалось безопасным купание в реках и других водоёмах, начинался сбор трав, делался пробный покос, начинали вязать банные веники и мётлы. Аграфена Купальница, идущий за ней Иван Купала и ещё через несколько дней Петров день сливались в один большой праздник.

## Другие названия
рус. Аграфена — лютые коренья, Ивановская Богородица, Иваньская Богородица, Аграфена — обетная каша, Аграфена — злые коренья, Ивановские ночи; бел. Агрыпіна, Арцём, Герман, Купала, Купалле; полес. Ведьмин день, Скакунов вечер.
Название дня происходит на имени святой Агриппины Римской, прозванную в народе Аграфеной.
Русский книжник XVI века пытался объяснить название (Купальница) и целительную силу навечерия Иванова дня привязкой к содержанию ветхозаветной книге Товита. Как он пишет, именно в этот день Товий искупался в Тигре, где по совету архангела Рафаила обнаружил рыбу, с помощью внутренностей которой его отец исцелился от слепоты (Тов. 6:2-9).

## Традиции
Во многих местах только с этого дня начинают купаться, «закупываются». Бывают даже общие купания, сопровождаемые песнями. На Аграфену обязательно мылись и парились в бане, заготавливали банные веники на весь год.
Один из довольно распространённых купальских обрядов — обливание водой всякого встречного и поперечного. Так, в Орловской губернии деревенские парни одевались в старое и грязное и отправлялись с вёдрами на речку, чтобы наполнить их самою мутною водою, а то и просто жидкой грязью, и шли по деревне, обливая всех и каждого, делая исключение разве что для стариков и малолеток. Но всего более, разумеется, доставалось девушкам: парни врывались даже в дома, вытаскивали девушек на улицу силой и здесь окатывали с ног до головы. В свою очередь и девушки старались отомстить парням. Кончалось тем, что молодёжь, перепачканная, мокрая, в прилипшей к телу одежде, устремлялась на речку и здесь, выбрав укромное местечко, подальше от строгих глаз старших, купалась вместе, «причём, — как замечает этнограф XIX в. — разумеется, и парни и девушки остаются в одеждах».
Считается, что к этому дню лютые травы и коренья в соке, а травы лучистые в силе. Селяне украшали дома вениками, пучками травы и букетами цветов. Утром этого дня вологодские крестьяне говорили:

Приехала Купаленка

На семидесяти тележках.

Привезла нам Купаленка

Добра и здоровья,

Богатства и почестей.
И верили, и видели, будто на телегах, выстланных скошенной травой, украшенных букетами цветов, едет она, обмытая росами, рассветом-зоряницей привечаемая, лелеемая ветерком светлокрылым, из семи братьев Ветровичей младшим братом. Едет красавица Аграфена с Иваном Купалой повидаться.
В этот день заготавливали банные веники на весь год. Для этого девушки и женщины после обеда запрягали лошадь и уезжали в лес ломать молодые берёзовые ветки. Иногда веники делали из различных пород лиственных деревьев и растений, тогда в каждый веник входило по ветке: от берёзы, ольхи, черёмухи, ивы, липы, смородины, калины, рябины и ветку разных сортов. Это ритуальные веники: одним из них парятся в этот день в бане, другими обряжают недавно отелившихся коров, третьи, наконец, перебрасывают через головы или бросают на крышу бани с целью узнать будущее (если веник упадёт вершиной к погосту, то бросающий умрёт, а если не вершиной, то останется жив). Заготовка веников шла под пение песен.
К вечеру обязательно моются и парятся в банях, используя при этом для исцеления от болезней разные лечебные травы. Парятся веником из богородицкой травы (тимьян или чабрец) и папоротника, иван-да-марьи и ромашки, из лютика (купальница), полыни и мяты пахучей.
В некоторых великорусских местностях ещё накануне Аграфены-купальницы, деревенские девушки собирались на беседу и толкли ячмень в ступе, сопровождая эту несложную работу песнями. Утром, на Аграфену, из этого ячменя варился в складчину обетная каша, съедаемая вечером. Этой кашей также угощали нищих[страница не указана 3251 день].
В некоторых местностях в день Аграфены Купальницы девушки ходили в своих лучших нарядах по домам и просили: «Умойте», что означало — дайте что-нибудь из девичьих украшений: серьги, ленточки, бусы и прочее.
У русских существовало поверье, что если вечером этого дня умыться росой, то будешь здоровым.
В течение всего дня и ночью звучали песни. Девушки под Иван-день гадали: находили на дороге подорожник и обращались к нему со словами: «Подорожник, подорожник, ты сидишь на дороге, видишь старого и малого, скажи милого моего». После этого растение срывали ртом и на ночь клали под подушку.
Обязательное событие дня Аграфены-купальницы — сбор трав, кореньев для лечебных и знахарских целей. На Ивана Травника, отчаянные мужики и бабы в глухую полночь снимают с себя рубахи и до утренней зари роют коренья или ищут в заветных местах клады. А знахари, ложась спать, читали «самодельные молитвы».
В России в XVIII—XIX веках существовал обычай в ночь на Иван Купалу «выкатывать ржи» — кататься по ржи, мять рожь, чтобы она лучше росла..
У восточных и западных славян существовал[когда?] обычай чистить колодцы накануне Иван Купалы; в сёлах юго-восточной Польши верили, что вода в колодцах будет особенно «здоровой», если его вычистить в день св. Яна.
Мученице Агриппине молятся при всевозможных недугах, а также проказе.

## Поговорки и приметы
- Весна от Благовещенья до Купальницы[29].
- На Аграфену гречиха мала — овсу пороет[30].
- Репу сей на Аграфену — хороша репа будет[26].
- Мойся белее, будешь милее[31][страница не указана 3251 день].
- На Аграфену и старики закупываются[8].
- На Иванову ночь виноград сок набирает[32].